# Biblioteca Comunal José María Arguedas

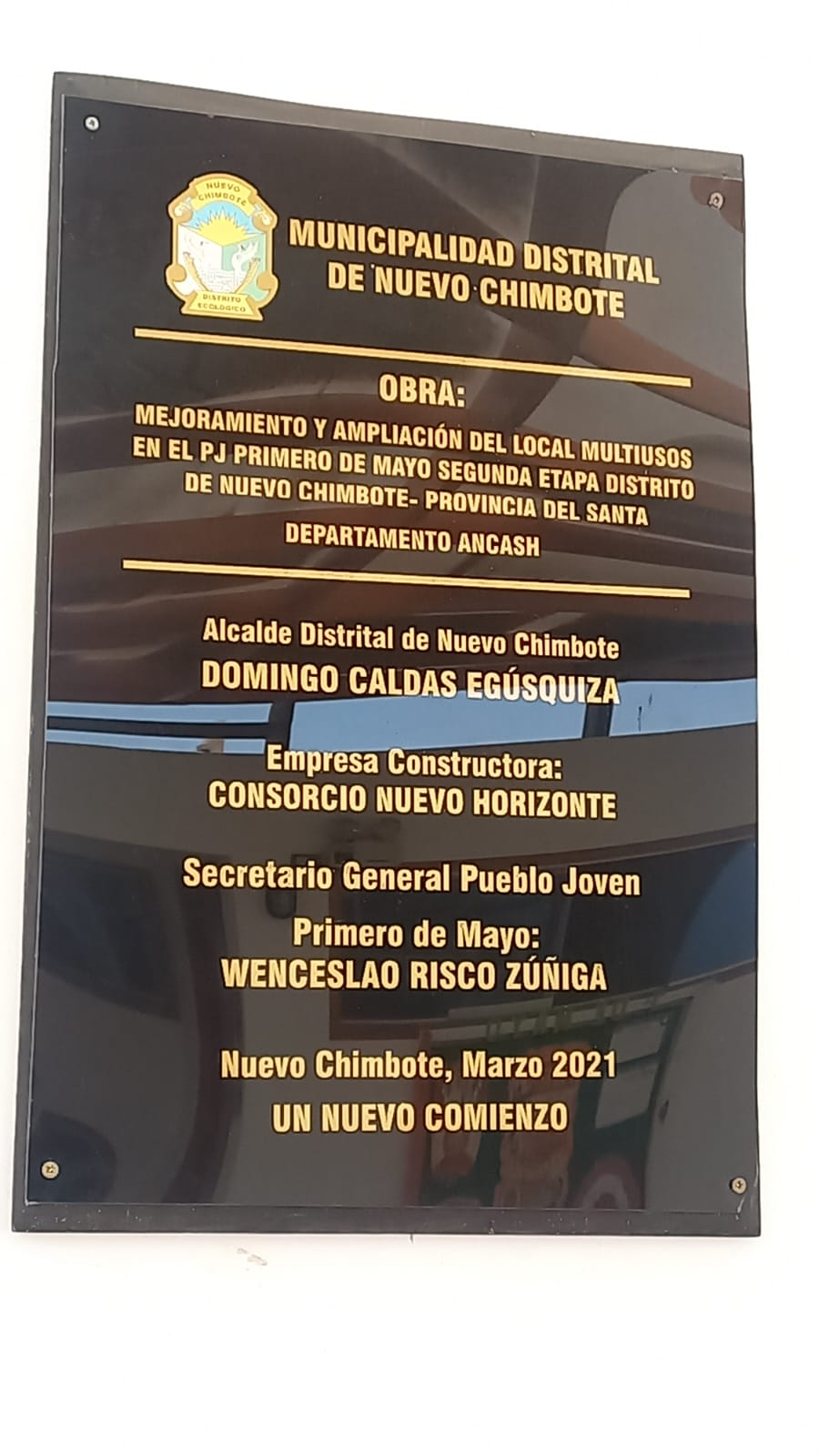
Placa inaugural

La Biblioteca Comunal José María Arguedas es una biblioteca comunitaria peruana ubicada en el pueblo joven 1 de mayo, manzana C, lote. 5, en el distrito de Nuevo Chimbote, en la provincia del Santa en la región Áncash. Busca promover el hábito de la lectura en el pueblo joven y alrededores.
Se encuentra bajo la administración de la municipalidad del Distrito de Nuevo Chimbote, con la dirección de Wenceslao Risco Zúñiga. Dispone de varios títulos y géneros literarios que, se encuentran a disposición del público en general, y almacena otros recursos a través de su hemeroteca (revistas, periódicos y diarios).
Se inauguró en marzo de 20021, gracias a un plan de mejoramiento del local multiusos del pueblo joven, durante el mandato del alcalde Domingo Caldas Egusquiza. Como parte de sus actividades culturales la biblioteca comunal organiza tardes de lectura para niños, adolescentes y adultos los días sábados a partir de las 4.30 de la tarde dentro de sus instalaciones, invitando a alumnos de la Universidad Nacional del Santa y profesionales de la ciudad.
Otras actividades de expresión artística cómo danzas, exposición de pinturas y fotos, son parte de las acciones que organiza el personal de la biblioteca comunal. La realización de concursos literarios, conversatorios y discusiones también son parte de las actividades propuestas, como parte de la iniciativa de fomentar la lectura en Chimbote.